# 텐더식 증기 기관차

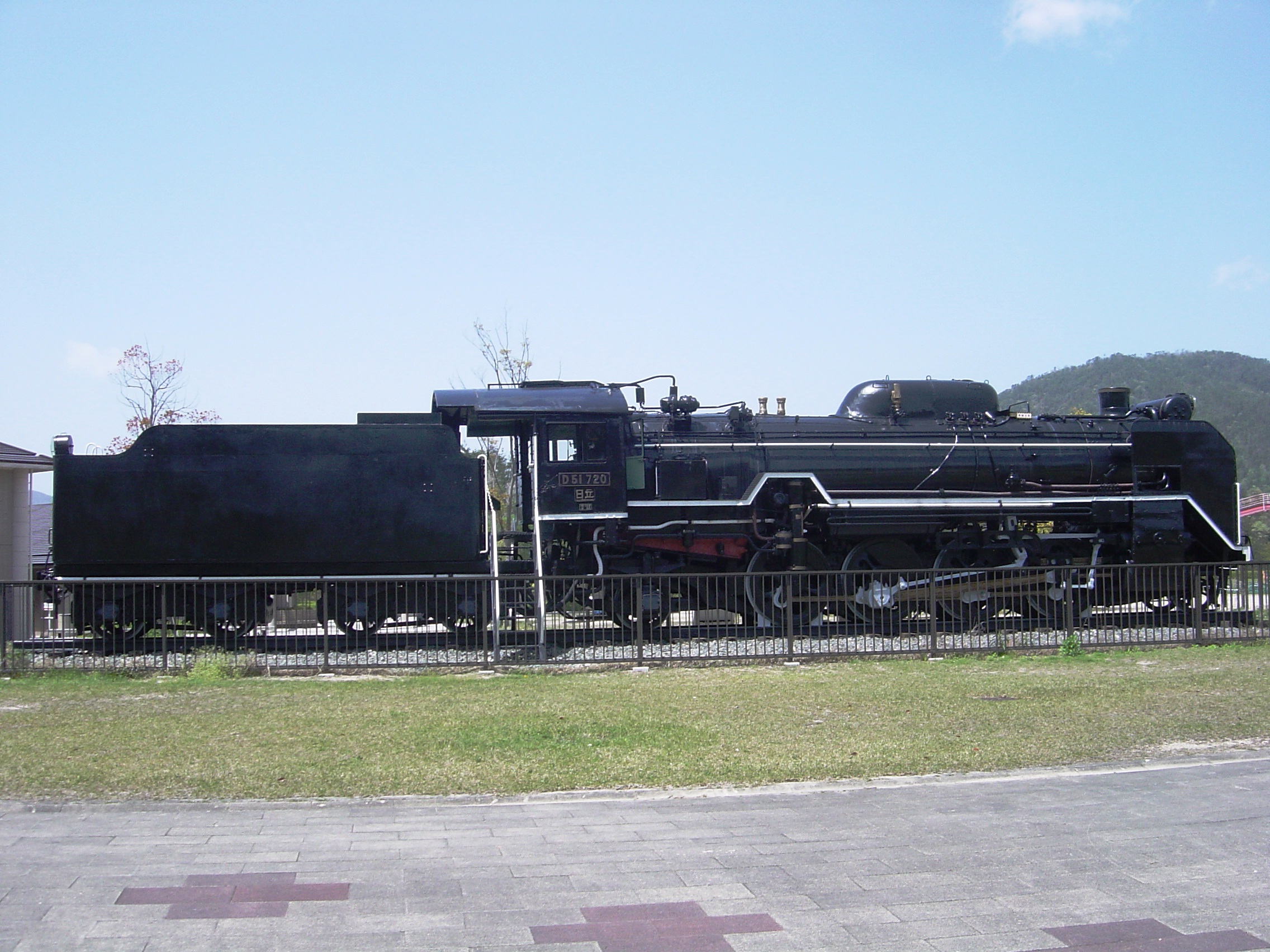
텐더기관차(D51증기기관차)

텐더식 증기 기관차(Tender Locomotive)는 후방에 탄수차를 연결하여 운행하는 증기 기관차 방식으로, 
텐더 기관차라고도 부른다.
탄수차를 연결하지 않는 방식의 차량은 탱크식 증기 기관차라고 부른다.
| - 텐더방식 증기 기관차는 대량의 물하고 연료(석탄 등)를 적재할 수 있어서 항속거리가 길다. - 기관차의 하중이나 크기의 제약을 받지 않으므로, 출력이나 견인력 면에서 비교적 강하다. - 보일러 용적을 늘릴 수 있기 때문에, 대량 수송하고 장거리 운행이 가능하다. - 차량의 축중 변동이 없기 때문에 운전시나 운행 계획시에 특별한 배려가 필요없다. - 연료 및 물 소비에 따른 본체 중량에 변동이 거의 발생하지 않기 때문에, 대량 수송이 가능하다. - 간선 등지에서 장거리를 운행하는 열차에 적합하다. | - 뒷부분의 탄수차로 인하여 사각지대가 존재하기 때문에 후진 운전이 어렵다(후진 시 신호수를 배치해야 함). - 그 크기가 비교적 육중하며, 연결기 등의 장치가 복잡하다. - 탱크식에 비해 크기가 커서 제작비용이 비싸다. - 기관차 전체 길이하고 하중이 늘어나므로, 운행 속도가 느리다. |

## 같이 보기
- 증기 기관차
- 탱크식 증기 기관차